# Гум (Marvel Comics)
Гум (англ. Goom) — персонаж комиксов издания Marvel Comics. Гум существо живущее на Острове Монстров.

## История публикаций
Гум появился в комиксе Tales of Suspense vol. 1 #15, был придуман Стэном Ли, Джеком Кёрби и Диком Эйерсом.

## Биография
Гум — инопланетянин с планеты Икс, он напал на Землю в попытках её захватить. Но он был побеждён и за ним прилетели другие инопланетяне с его планеты для того чтобы забрать его. У него есть сын — Гугам, который вскоре последовал за отцом, попытавшись снова повторить захват Земли.
Его как и отца поймали и закрыли в тюрьму вместе с другими монстрами только уже не на родной планете а на Земле.
Все монстры были освобождены Человеком-кротом, на усмирение монстров отправили Зверя, Хэнка Пима, Халка и Существо, Мистер Фантастик переместил их в Негативную зону.
Освобождённые монстры в том числе и Гум попали на Землю, поселившись на острове названным — Островов Монстров.
Гум бесследно исчез с Земли, оставив на ней своего сына Гугама.
Диктатор Тим Бу Баа начал манипулировать Гумом когда тот вёл поиски сына, Гум привёл диктатора к Земле на которой его победили союзники Гугама.
Гума взяла под стражу организация Щ.И.Т., так как там посчитали его опасным.
Ксемну создал клона Гума из его ДНК, клон сражался с Халком и был побеждён.
Монстра отправили на остров монстров, в то время на острове Китти Прайд и Мэджик разыскивали девушку-мутанта Бо. Гум и другие монстры набросились на Китти Прайд, Бо и Мэджика, но она успела телепортировать себя, Китти Прайд и Бо с острова в Школу высшего образования.
В рамках событий Monsters Unleashed Гум находился на острове среди других монстров, которых прозвали «Голиафонами», их призвал к себе Кей Каваде, они помоги ему в сражении с Левиафоном. После битвы Гум наказал Гугама, за то что он сражался на стороне Левиафона.

## Силы и способности
- Сверхчеловеческая сила
- Высокий интеллект
- Телекинез
- Полёт

## Вне комиксов
- Гум появляется в мультсериале «Hulk and the Agents of S.M.A.S.H.», в эпизоде «Охота», озвученный Ди Брэдли Бейкером[8]. Трёх детей озвучили Брауни Клэнси, Бенджамин Дискин и Элайза Душку. В этом мультсериале Гум является матерью, а не отцом. Халк решил отдохнуть от команды и полетел на остров монстров, где случайно находит яйца Гума, они вскоре вылупились, Аркон, узнав об этом, начал охотиться на вылупившихся гумов. Халк стал защищать их, но Аркон поймал всех в том числе и Халка, маленьких гумов он поместил в клетку, а Халка приковал к столу. Халк смог освободиться, Аркон закинул его в клетку с Гумом, Гум начал атаковать его, пока не понял, что враг не он, а Аркон. Вместе с Гумом и его детьми, у которых есть способность извергать кислоту, огонь и лёд, они прогнали Аркона с острова.
- В эпизоде «Планета-Мостров. Часть 2» Гум помог Халку и Мстителям остановить вторжение Высшего Разума.